# Franziska Kessel
Pour les articles homonymes, voir Kessel.

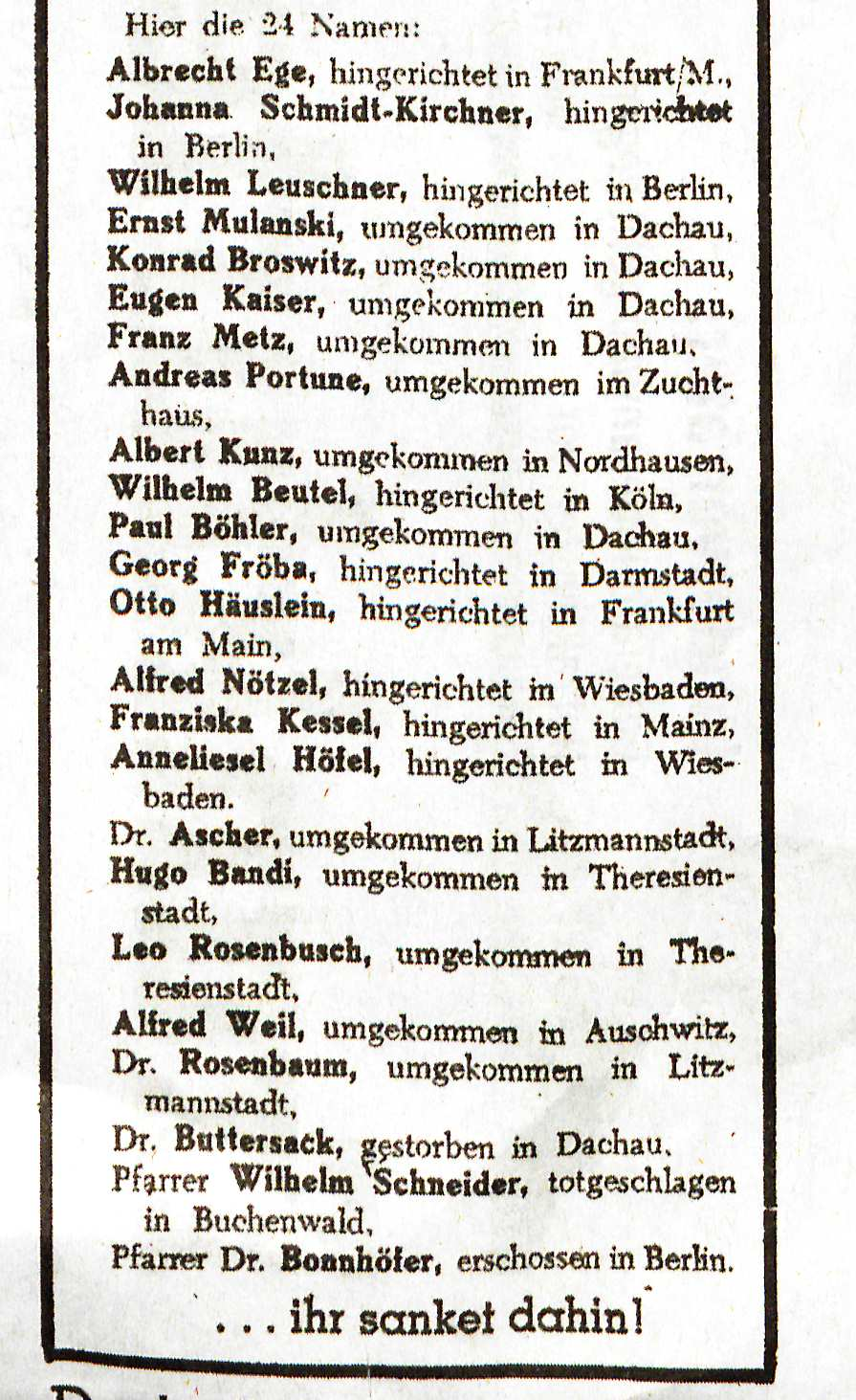
Manifestation mémorielle à Francfort-sur-le Main
Extrait de journal, 1er août 1945.

Franziska Kessel (née le 6 janvier 1906 à Cologne et morte le 23 avril 1934 à Mayence) est une femme politique allemande du Parti communiste (KPD) et une résistante contre le nazisme.

## Biographie
Après avoir fréquenté l'école primaire et l'école complémentaire à Cologne, Franziska Kessel a suivi un apprentissage d'assistante commerciale puis exercé cette profession. De 1920 à 1928, elle a été membre de l'Association centrale des employés et à partir de 1928, membre de l'Association générale des travailleurs des entreprises publiques et des employés commerciaux. En 1921, elle a rejoint la Jeunesse ouvrière socialiste, qu'elle a quittée en 1923, par désaccord avec la politique réformiste de cette organisation. En 1925-1926, elle était membre de l'Internationaler Sozialistischer Kampfbund, puis en 1928, elle a adhéré au Parti communiste d'Allemagne (KPD). Elle a été condamnée à l'été 1930 par le Tribunal du Reich à un an de prison pour ses activités militantes. Après sa libération, elle est devenue chef du département des femmes auprès de la direction du district de KPD en Hesse-Francfort. Franziska Kessel a occasionnellement travaillé comme domestique et nourrice au foyer d'Erika (de) et Albert Buchmann (de), député du KPD au Reichstag.
Après la prise du pouvoir par les nazis en 1933, elle a continué à militer dans la clandestinité dans le district de Hesse-Francfort et contacté diverses cellules du KPD afin de les former au combat clandestin. En outre, elle a recueilli des témoignages sur la terreur exercée par les nazis contre le mouvement ouvrier allemand. Ce matériel a été utilisé pour préparer le Congrès des travailleurs antifascistes d'Europe, qui s'est tenu en juin 1933 salle Pleyel à Paris.
En juillet 1932, elle est élue députée du Reichstag. En novembre 1932, elle est réélue. Après la prise du pouvoir par les nazis, en mars 1933, le parti communiste est interdit et Franziska Kessel milite dans la clandestinité.
Elle a été arrêtée le 4 avril 1933 et condamnée le 17 novembre de la même année à trois ans d'emprisonnement pour « tentative de haute trahison » par l'Oberlandesgericht de Darmstadt. L'acte d'accusation mentionnait le fait qu'elle ait « établi des liens illégaux entre communistes et distribué des tracts au contenu anti-étatique ». Elle est devenue aveugle pendant sa détention, en raison soit de la torture soit des conditions d'incarcération. Franziska Kessel est morte dans des circonstances inexpliquées à la prison de Mayence, rue Diether-von-Isenburg. Selon Cäcilie Schaeffer, membre KPD du Landtag de Hesse également emprisonnée à Mayence, elle se serait suicidée.

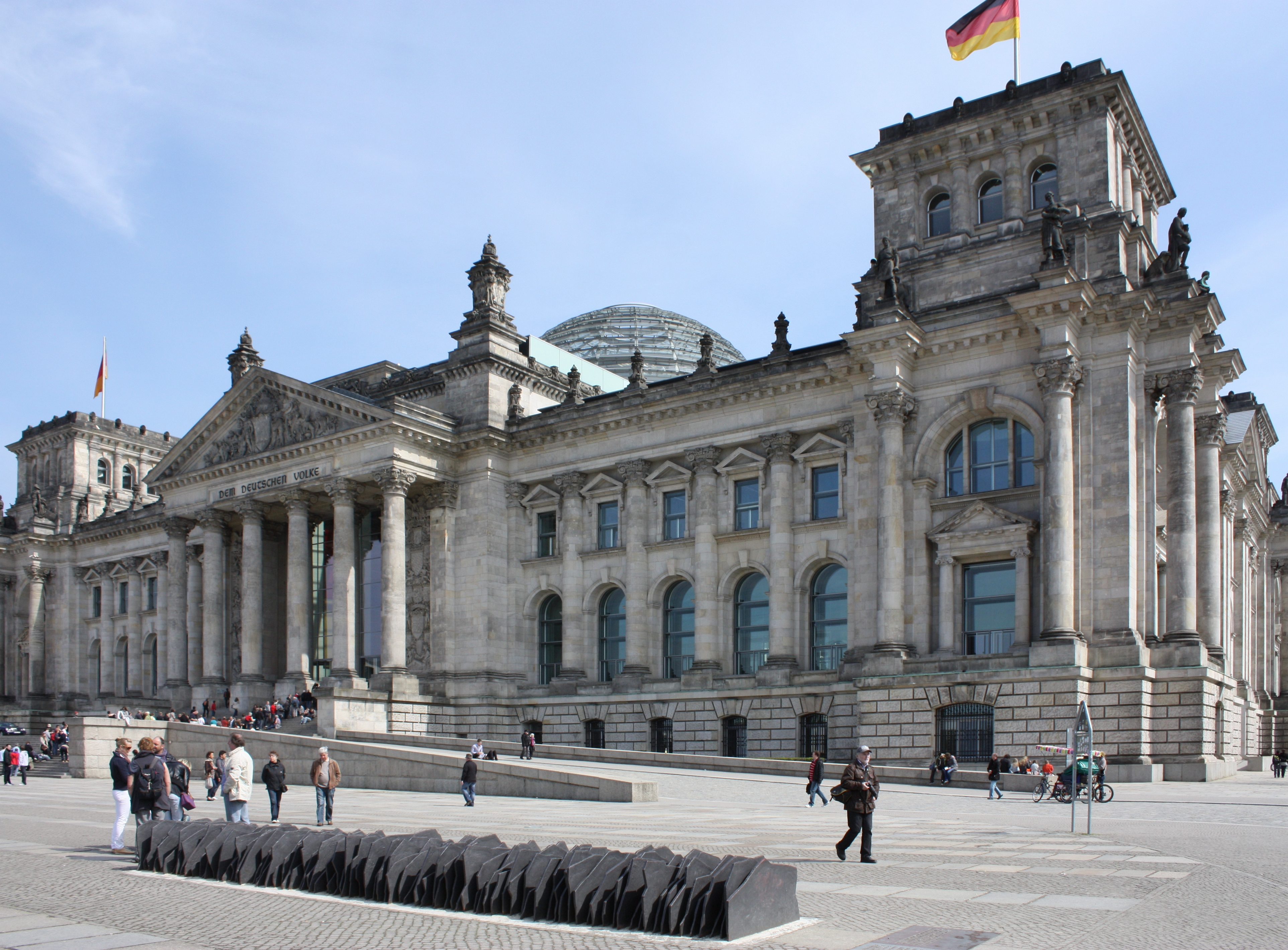
Plaques commémoratives au Reichstag.

## Hommages
- Deux rues portent son nom à Mainz-Oberstadt et à Francfort-sur-le-Main-Heddernheim.
- Depuis 1992, l’une des plaques du mémorial en souvenir des 96 députés du Reichstag assassinés par les nationaux-socialistes mentionne son nom, à Berlin, près du Reichstag.